# شهر وست‌مینستر
شهر وست‌مینستر (به انگلیسی: City of Westminster) یک شهر و منطقه‌های لندن واقع در ناحیه لندن بزرگ است. جمعیت این منطقه ۱۳۲٬۰۰۰ نفر است.
از بناهای تاریخی مهم وست‌مینستر می‌توان به کلیسای وست‌مینستر اشاره کرد که عمدتاً به سبک معماری گوتیک ساخته شده و مکان سنتی مراسم تاج‌گذاری، ازدواج و تدفین شاهان و شهبانوهای بریتانیایی است.

## تاریخچه
بر اساس روایت‌ها بنیان این مکان در سال ۶۱۶ میلادی گذاشته شد. دو برج غربی آین کلیسا در ۱۷۲۲ و ۱۷۴۵ توسط نیکلاس هاکسمور ساخته شدند. بازسازی و مرمت این مکان تحت نظر سر جورج گیلبرت اسکات در قرن نوزدهم انجام گرفت. تا قرن نوزدهم این کلیسا سومین مرکز علمی بریتانیا بعد از آکسفورد و کمبریج بود.

## افراد دفن شده در این مکان
شاهان و شهبانوها
- هنری سوم انگلستان
- ادوارد اول
- ریچارد دوم
- هنری پنجم
- ادوارد پنجم
- هنری هفتم
- ادوارد ششم

دانشمندان
- آیزاک نیوتن
- چارلز داروین
- ویلیام تامسون
- استیون هاوکینگ
- جیمز کلرک ماکسول

## نگارخانه

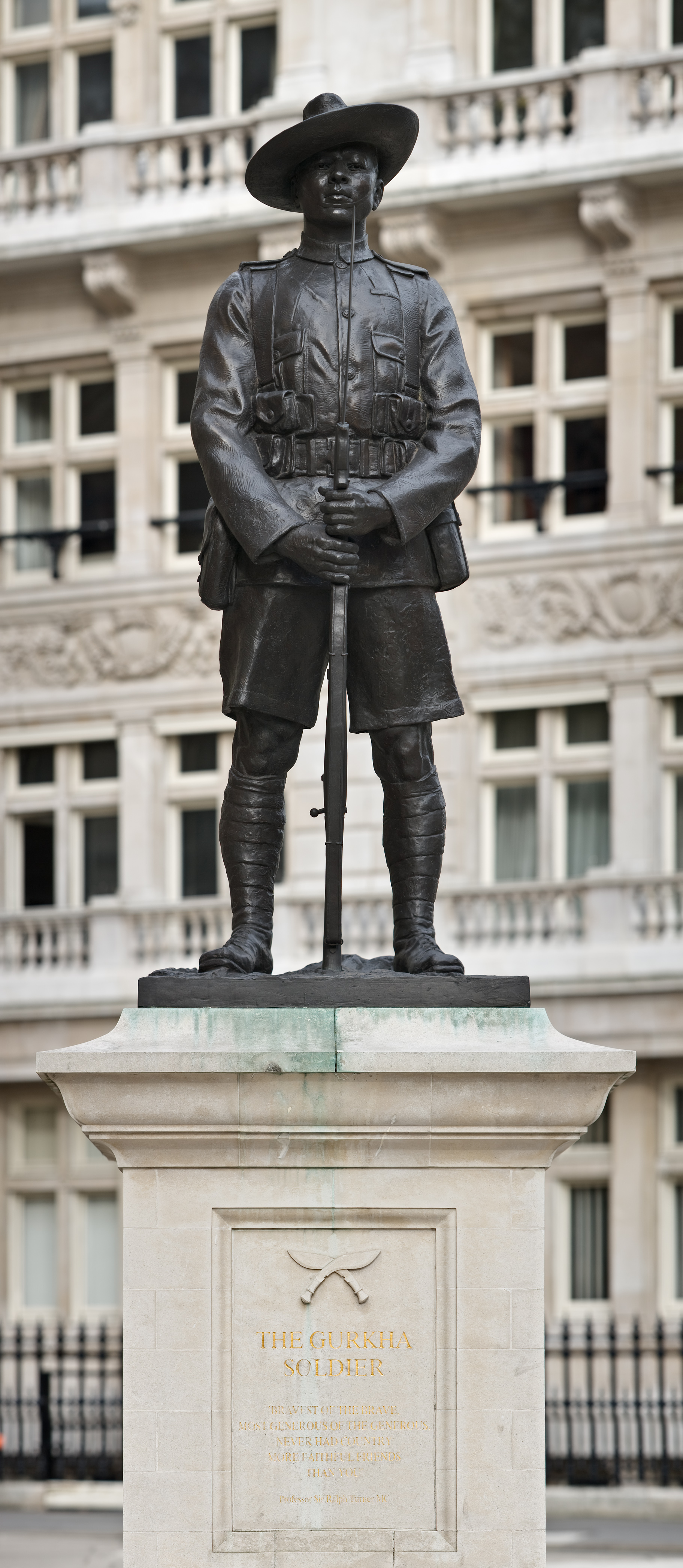
تندیس یادبود سرباز گورخا در نزدیکی وزارت دفاع بریتانیا در لندن. بر روی سنگ سفیدرنگ تندیس، چاقوهای سنتی گورخاها موسوم به خوکری نقش بسته‌است.
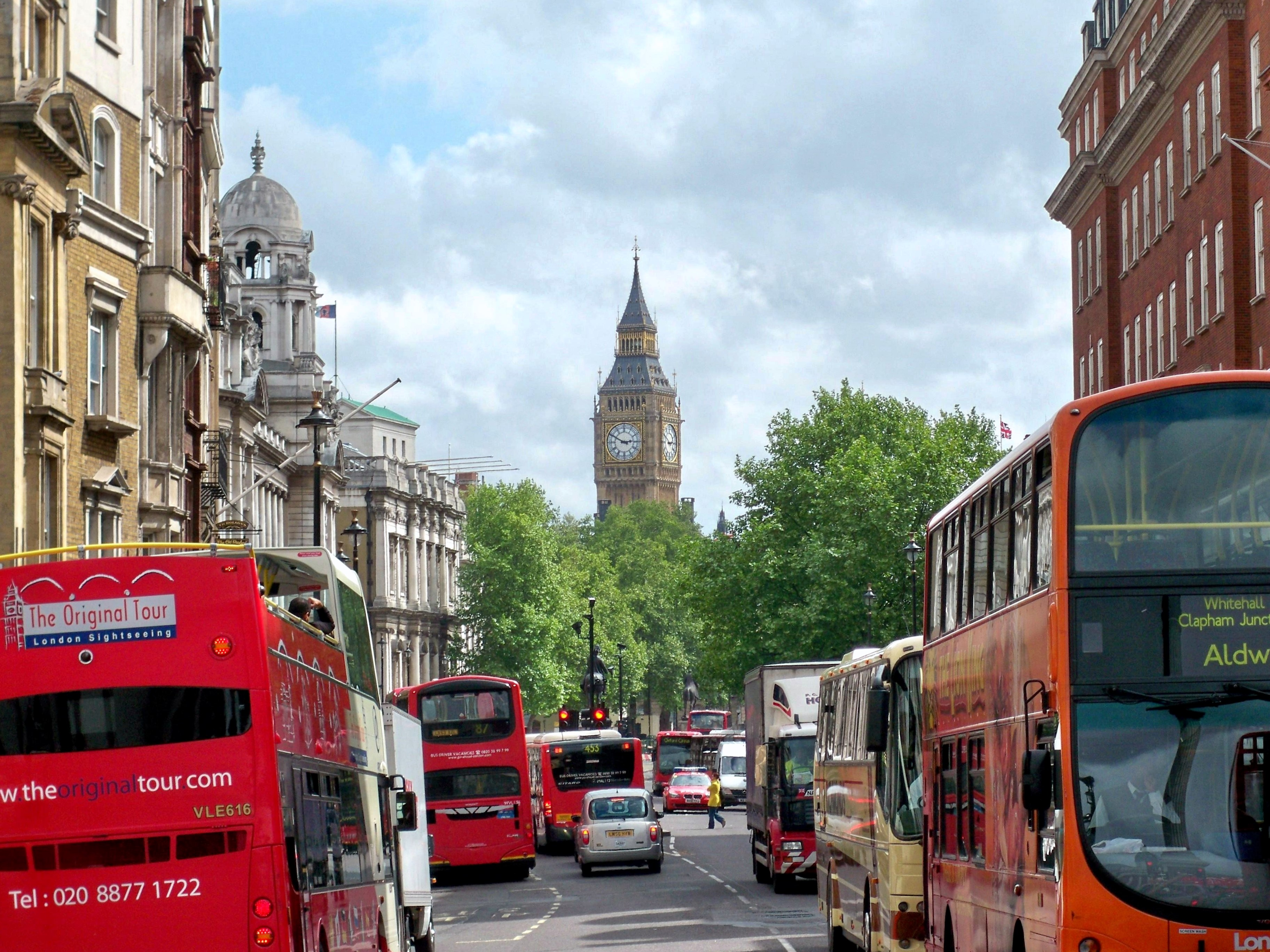
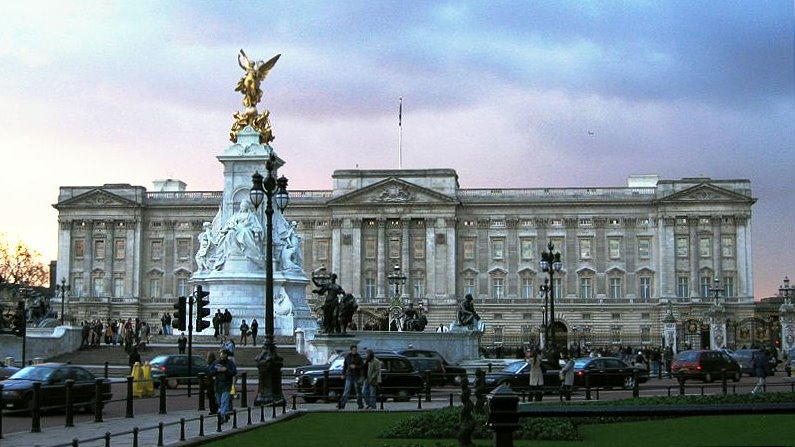
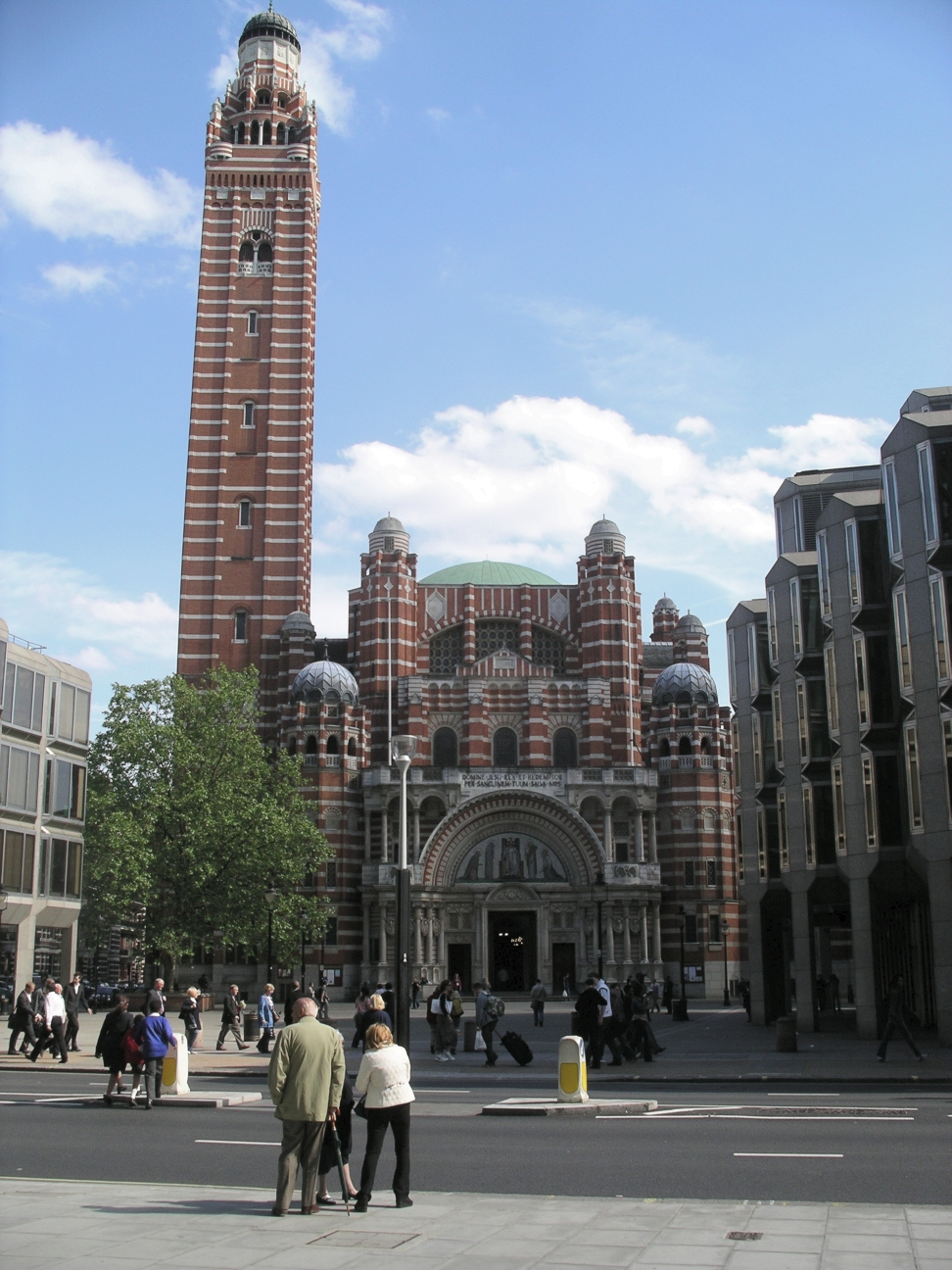
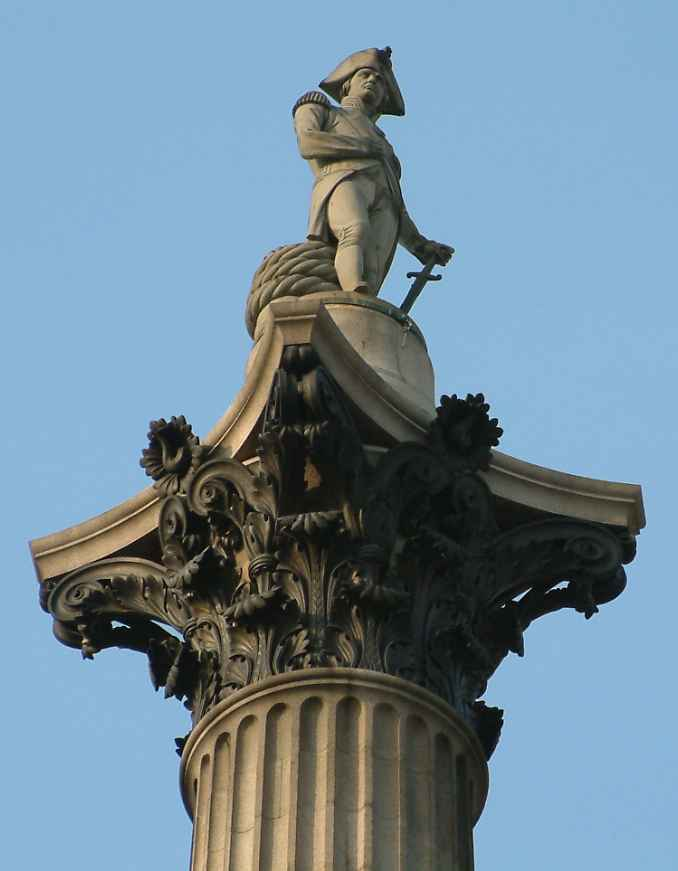
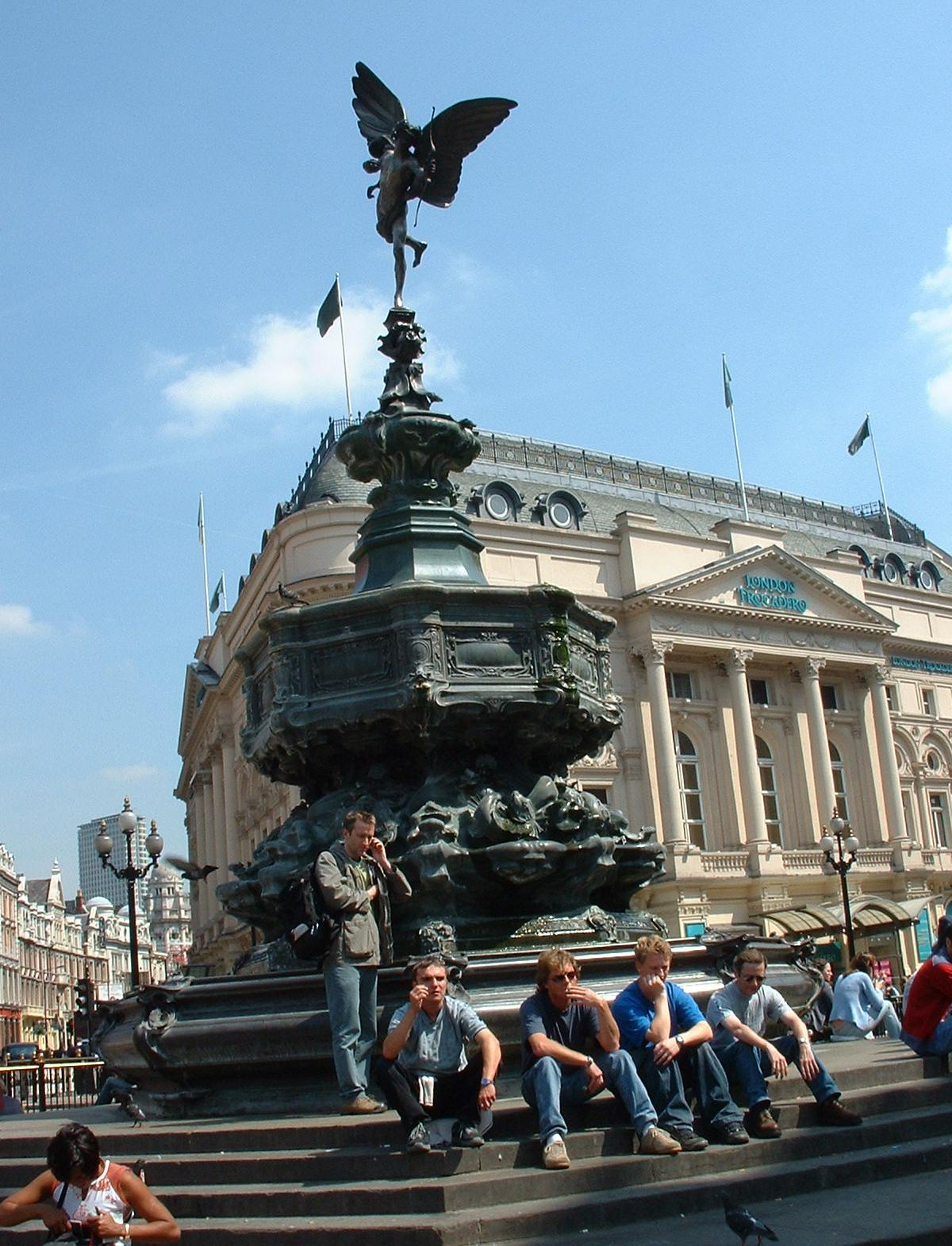
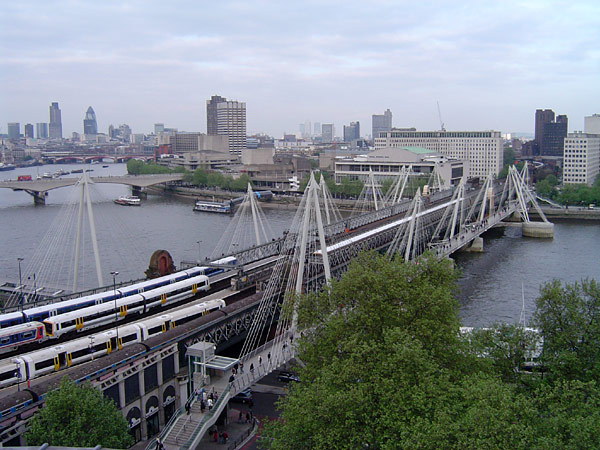
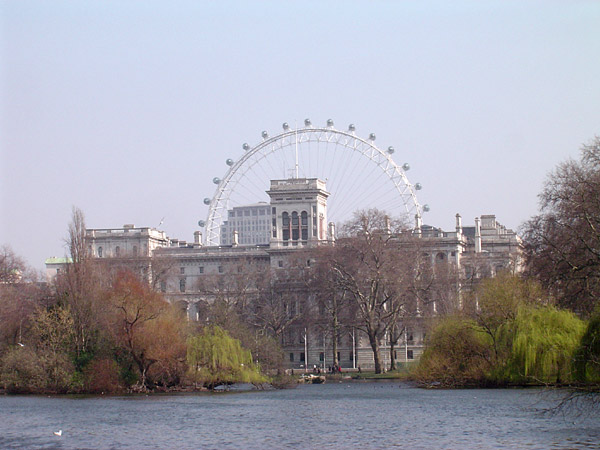
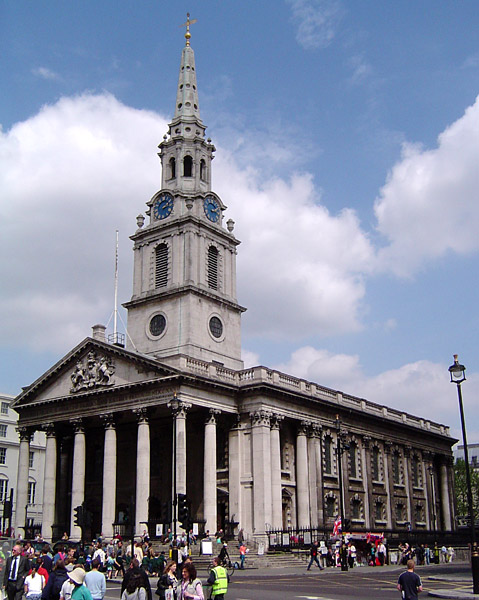
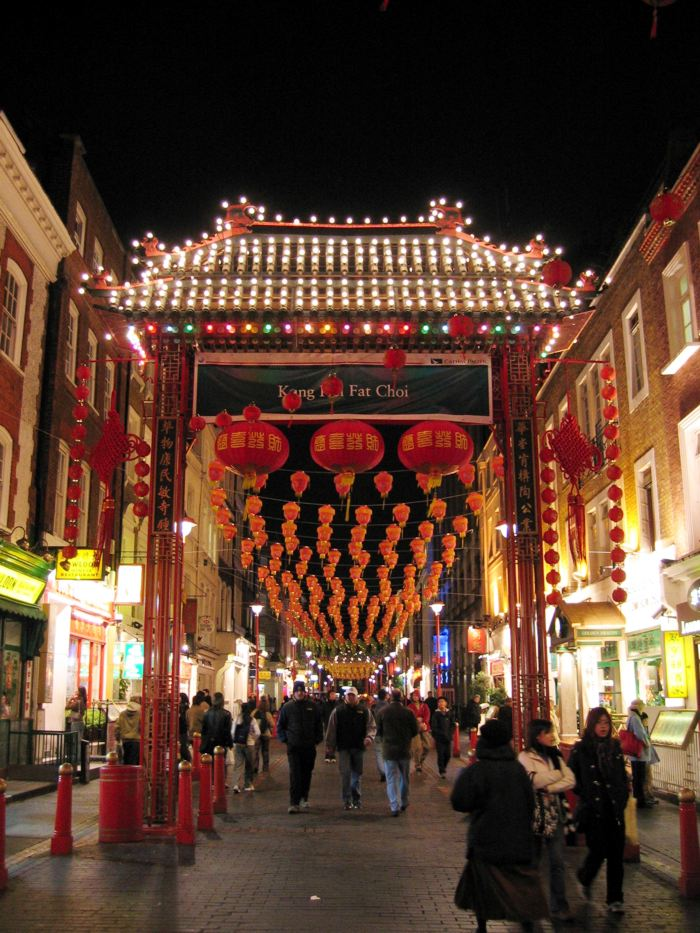
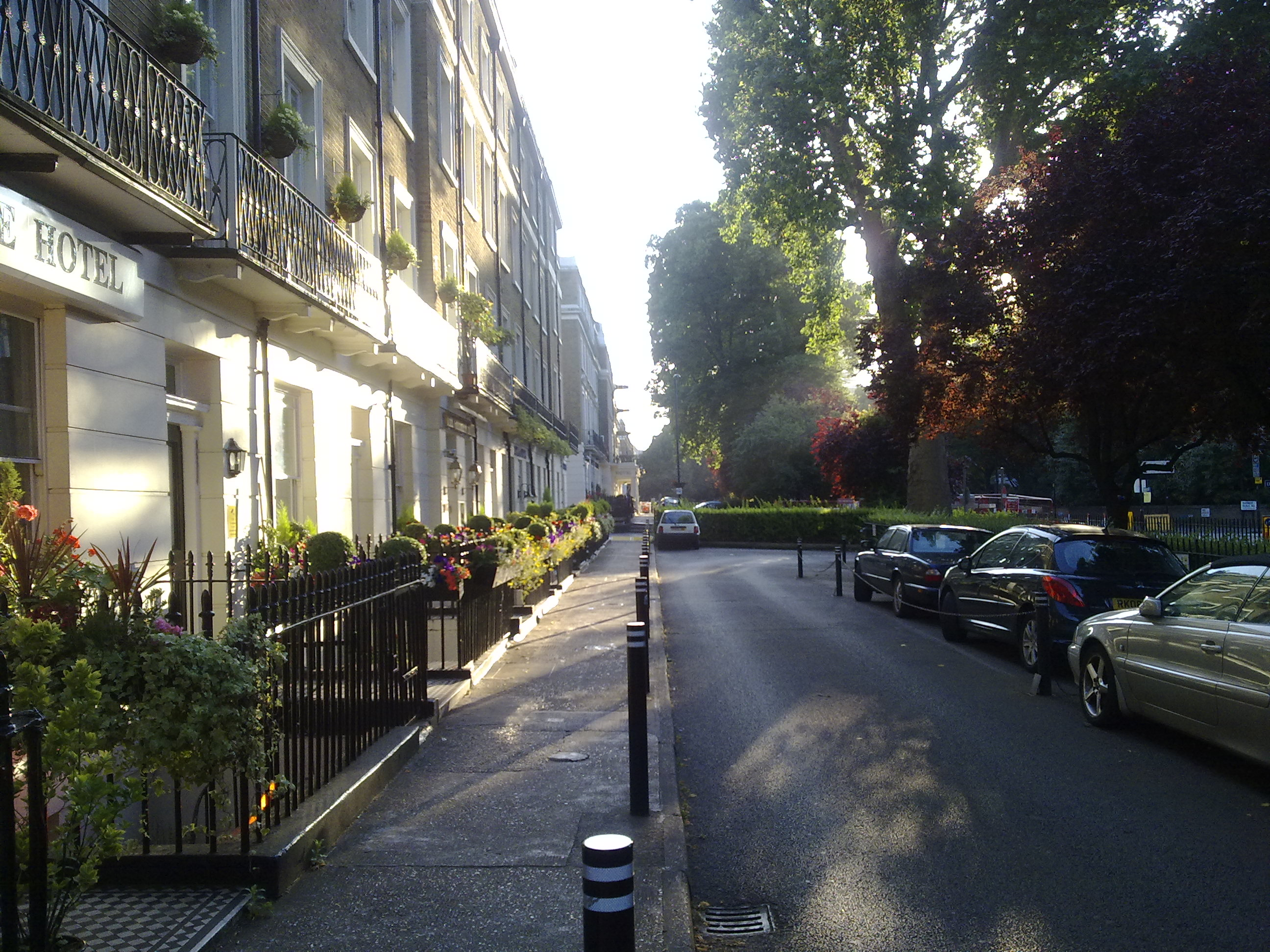